# I Remember
I Remember is een nummer van de Canadese dj Deadmau5 en de Amerikaanse dj Kaskade uit 2009. Het is de eerste single van Deadmau5's derde studioalbum Random Album Title, en de vierde single van Kaskade's vijfde studioalbum Strobelite Seduction. "I Remember" werd ingezongen door Haley Gibby.
In Deadmau5's thuisland Canada en Kaskade's thuisland de Verenigde Staten werd het nummer geen hit. Alleen in de Britse hitlijsten en de Nederlandse Top 40 was het nummer succesvol. Het haalde in beide landen de 14e positie.